# Самара (авіакомпанія)
«Самара» — колишня російська авіакомпанія (існувала до 2009 року), базувалася в Самарі, в міжнародному аеропорту Курумоч. Виконувала регулярні і чартерні рейси з Самари. Головним чином це були польоти по СНД, але були також перевезення в Туреччину, Ізраїль, ОАЕ, Іспанію, Австрію, Таїланд і на Кіпр.
Генеральний директор — Сергій Мордвінцев.
З весни 2005 року входила в альянс ЕйрЮніон.
З 30 вересня 2008 року у «Самари» відкликана ліцензія. У компанії на той момент було близько 800 працівників. Припинила своє існування 3 лютого 2009 року. Сертифікат експлуатанта анульований.

## Історія

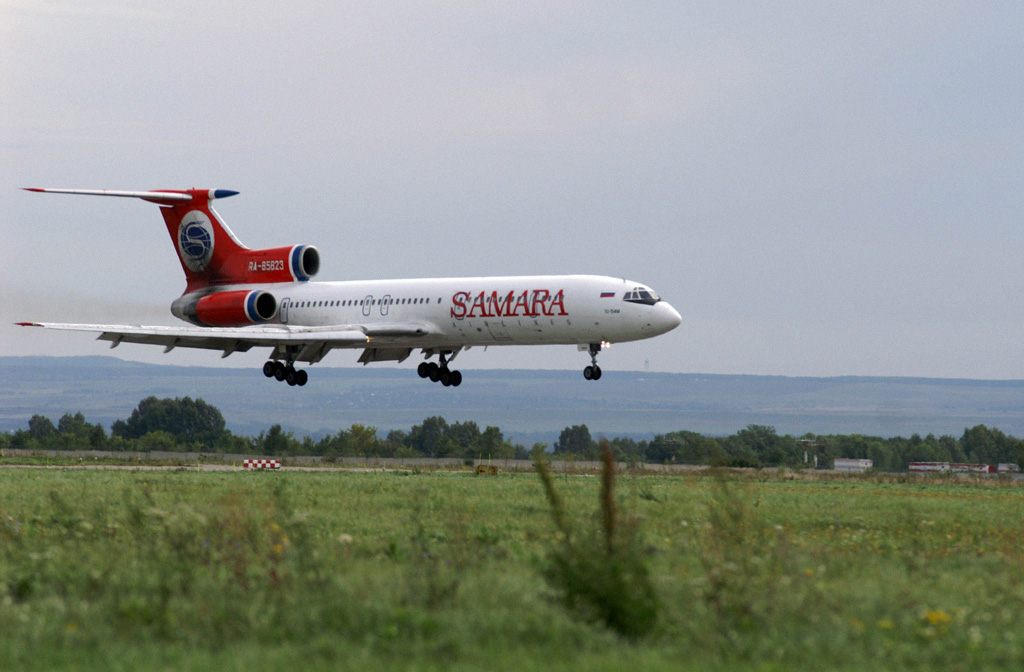
Літак Ту-154М заходить на посадку в самарському аеропорту Курумоч

Заснована в 1961 році, коли за наказом ПТУ ГВФ від 14 лютого 1961 року в аеропорту Курумоч формується окрема ескадрилья літаків Ан-10.
27 лютого 1961 року з аеропорту на літаку Ан-10 вперше виконаний рейс Куйбишев — Москва (Шереметьєво) з комерційним вантажем на борту.
11 квітня 1961 року наказом ГУ ЦПФ льотному підрозділу присвоюється найменування «Ескадрилья № 65 турбогвинтових літаків».
15 травня 1961 року рейсом в аеропорт «Мінеральні Води» на літаку Ан-10 відкриті регулярні пасажирські перевезення. Виконуються регулярні пасажирські рейси в Ленінград, Ташкент, Адлер, Тбілісі, Свердловськ.
4 травня 1962 року згідно з наказом ГУ ГВФ від 23 квітня 1962 року Приволзьким ТУ ЦПФ організований 173-й об'єднаний загін у складі однієї авіаескадрильї турбогвинтових літаків Ан-10 і однієї авіаескадрильї поршневих літаків Іл-14 (раніше базувалася в аеропорту Смышляевка).
19 липня 1963 року наказом Приволзького ТУ ЦПФ 173-й об'єднаний авіазагін перетворений в Куйбишевський об'єднаний авіазагін (КуОАО) у складі льотного загону № 173 та аеропорту «Куйбишев». В цьому ж році розпочато експлуатацію літаків Ан-12 і Ту-124.
У 1970-ті роки в експлуатацію надійшли літаки Ту-134, Як-40, Ту-154.
У 1974 році літак Ту-154 здійснив перший рейс за маршрутом Куйбишев-Ленінград (Пулково).
У 1975 році були відкриті рейси 742/741, 746/745 Куйбишев — Москва (Домодєдово) — Куйбишев, які також виконувалися літаками типу Ту-154. Рейси проіснували до кінця 1990-х років.
За станом на кінець 1980-х років в аеропорту базувалися 173-ї льотний загін (літаки Ту-134) та 368-ї льотний загін (літаки Ту-154, Іл-76, Ан-12).
У 1990 році пасажиропотік авіапідприємства досяг максимуму (більше 3,5 млн чол.), а потім, в 90-ті роки, на тлі загального стану країни, значно скоротився.
У 1993 році після приватизації об'єднаний авіазагін перетворюється в акціонерне товариство відкритого типу «Авіакомпанія»Самара", а в 1994 році з ВАТ «Авіакомпанія» Самара " виділено аеропорт і створено відкрите акціонерне товариство «Міжнародний аеропорт «Самара».
У 2005 році «Авіакомпанія» Самара " вступила в альянс AiRUnion, в який, крім нього, увійшли авіакомпанії «Красейр», «Домодєдовські авіалінії», «Омскавіа» і «Сибавіатранс». Фактичного об'єднання авіакомпаній не сталося, альянс лише координував діяльність входили в нього авіакомпаній.
У 2007 році альянс посів третє місце серед російських авіакомпаній за обсягом перевезених пасажирів (3,6 млн) (за іншими даними — 3,1 млн пассжиров і 5-е місце).
Влітку 2008 року авіакомпанії альянсу зіткнулися з браком грошових коштів для оплати авіаційного палива і наземних послуг аеропортів. З причини великих заборгованостей ряд аеропортів (Емельяново (Красноярськ), Домодєдово (Москва), Пулково (Санкт-Петербург) та ін) відмовили альянсу заправки і обслуговування літаків, що призвело до численних затримок і скасуванням рейсів.
C 30 вересня 2008 року Росавіація призупинила дію сертифіката експлуатанта № 231 «Авіакомпанії Самара».
У 2009 р. керівництвом області були озвучені плани робіт з відтворення галузі авіаперельотів в Самарі. Робоча назва компанії, яка буде побудована натомість — Ейр Самара (Air Samara).

## Флот

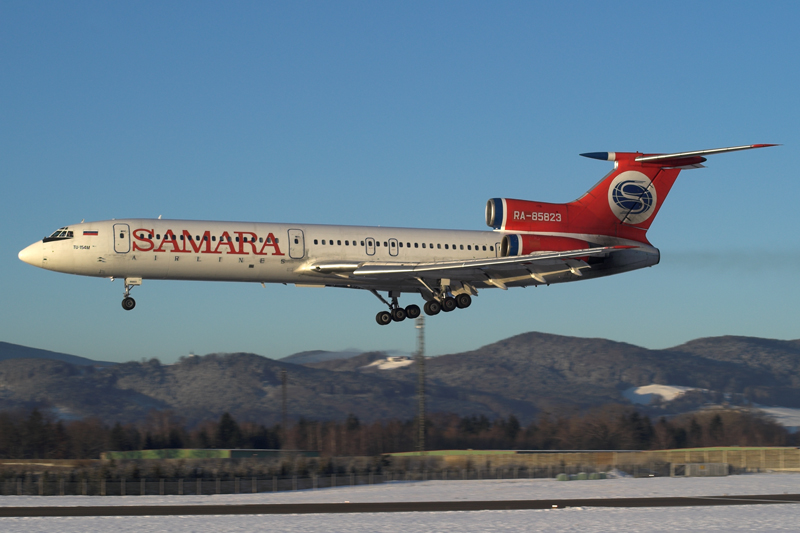
Samara Airlines Ту-154М

На квітень 2006 року:
- 4 Boeing 737-300
- 6 Ту-134А
- 1 Ту-154Б
- 2 Ту-154Б-2
- 6 Ту-154М
- 3 Як-40
- 1 Як-42
- 2 Як-42Д
- 2 Ан-140 в замовленні